# Go2Sky

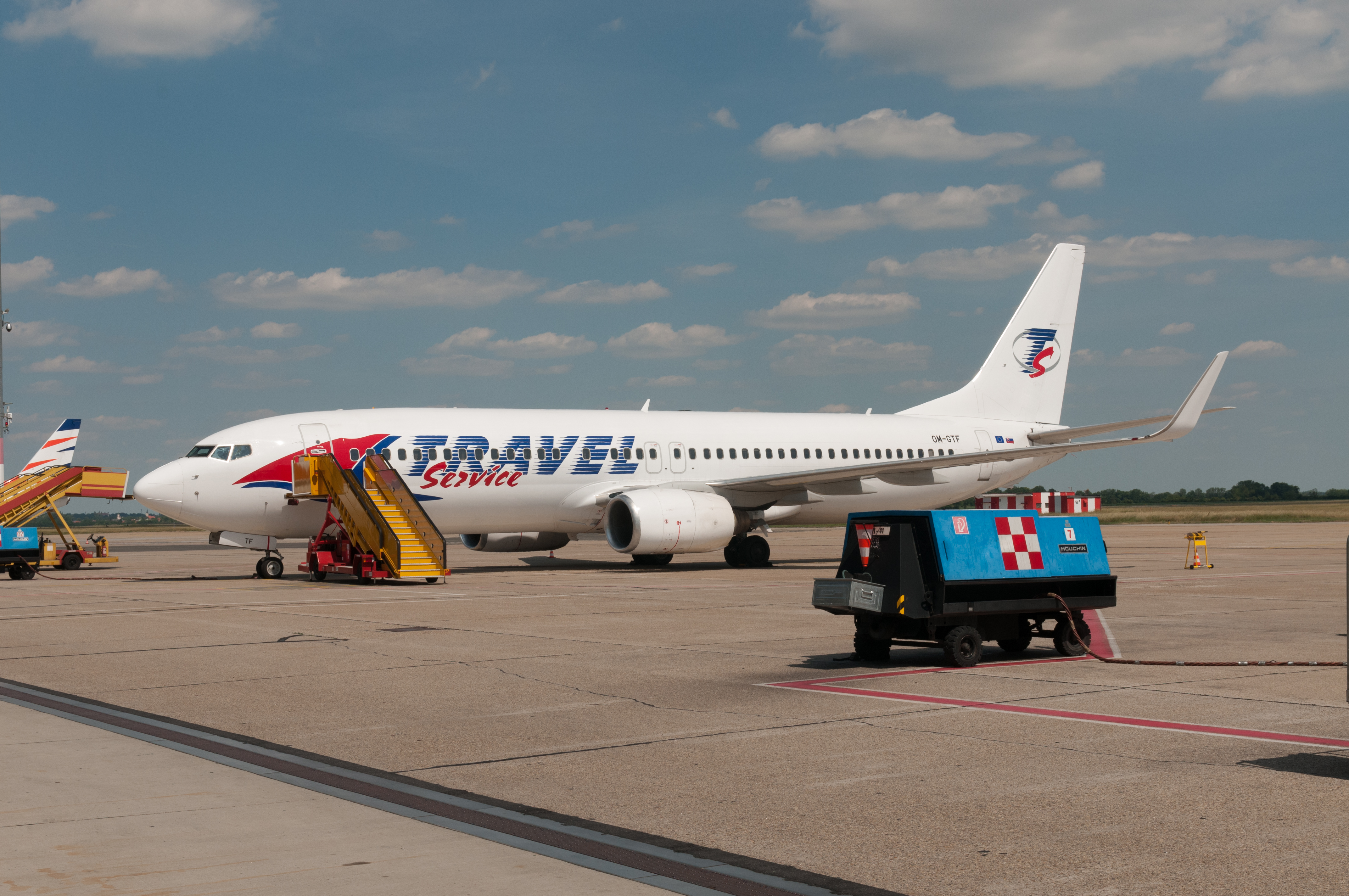
OM-GTF in Bemalung der Travel Service Slovakia

Go2Sky ist eine slowakische Fluggesellschaft mit Sitz in Bratislava und Basis auf dem Flughafen Bratislava.

## Geschichte
Go2Sky wurde am 14. Februar 2013 gegründet und ist im Leasing- und Chartergeschäft tätig. So unterzeichnete sie für die Sommersaison 2013 einen Wet-Lease-Vertrag mit der italienischen Charter-Fluggesellschaft Mistral Air. Die Flugzeuge mit den Luftfahrzeugkennzeichen OM-GTA und OM-GTB waren zu dieser Zeit am Flughafen Bergamo stationiert und führten Charterflüge im gesamten Mittelmeerraum durch.
Am 19. August 2020 wurde mitgeteilt, dass die Fluglinie mit Ende des Monats eingestellt wird. Dies wurde später vom Gründer dementiert und Go2Sky nahm den Betrieb im Sommer 2021 wieder auf.

## Flotte
Mit Stand April 2025 besteht die Flotte der Go2Sky aus drei Flugzeugen mit einem Durchschnittsalter von 22,7 Jahren:
| Flugzeugtyp    | Anzahl | bestellt | Anmerkungen               | Sitzplätze | Durchschnittsalter |
| -------------- | ------ | -------- | ------------------------- | ---------- | ------------------ |
| Boeing 737-800 | 3      |          | mit Winglets ausgestattet | 189        | 22,7 Jahre         |
| Gesamt         | 3      | -        |                           |            | 22,7 Jahre         |

In der Vergangenheit wurden auch Flugzeuge des Typs Boeing 737-400 betrieben.